# Storheia
Storheia es la montaña más alta de Bymarka, cerca de Trondheim, Noruega. Storheia mide 565 metros sobre el nivel del mar y es el punto más alto de Trondheim.
En días claros es posible ver Snøhetta, a 130 km.